# Allanah Starr
Allanah Starr   (10 de juliol de 1984) és una actriu pornogràfica i directora de cinema X cubana, nacionalitzada estatunidenca.
Guanyadora del Premi AVN a l'Artista transsexual de l'Any del 2008, participà en la primera escena trans-trans de la història i és reconeguda com un dels referents de la pornografia transsexual al món, alhora que una de les figures innovadores pel que fa a la indústria pornogràfica entre actors que han transicionat de gènere.

## Biografia
Allanah Starr va néixer a l'illa de Cuba. Va emigrar amb la seva família als Estats Units d'Amèrica. El seu pare no va aconseguir sortir de l'illa, i hi va ser tancat com a pres polític. Es va criar a Miami (Florida) i més tard, el 1999, es va traslladar a la ciutat de Nova York, on va estudiar en una escola d'Art.
Va entrar en la indústria pornogràfica transsexual el 2002, a l'edat de 18 anys, moment el que va iniciar una transició cap al que s'ha descrit com una «ultrafeminització »del seu cos. Una de les seves pel·lícules més famoses és Allanah Starr's Big Boob Adventures, que va protagonitzar i codirigir amb l'actriu transsexual Gia Darling i que es va convertir en la documentada com la primera escena trans-trans de la història dirigida des d'una productora de primer nivell: Gia Darling Entertainment.
El 2008 va guanyar el Premi AVN a l'Artista transsexual de l'any per la fita que va suposar la gravació d'Allanah Starr's Big Boob Adventures, un any després que ja hagués estat també nominada en aquesta categoria durant l'edició anterior.
Altres treballs de la seva filmografia són Absolute Allanah, American Tranny, She-Male Strokers 12, Tooled-Up Shemales i Transsexual Heartbreakers 23. Va decidir retirar-se l'any 2012 després d'aparèixer en fins a 23 pel·lícules.

## Premis i nominacions
| Any  | Cerimònia   | Resultat   | Premi                             | Treball                             |
| ---- | ----------- | ---------- | --------------------------------- | ----------------------------------- |
| 2007 | Premis AVN  | Nominada   | Artista transsexual de l'any      |                                     |
| 2007 | Premis AVN  | Nominada   | Millor escena escandalosa de sexe | Allanah Starr's Big Boob Adventures |
| 2008 | Premis AVN  | Guanyadora | Artista transsexual de l'any      |                                     |
| 2010 | Premis XBIZ | Nominada   | Artista transsexual de l'any      |                                     |